# 史渐墓
29°44′53.54″N 121°40′58.85″E / 29.7482056°N 121.6830139°E
史渐墓是南宋丞相史浩堂弟、丞相史嵩之祖父史渐的墓葬，位于浙江省宁波市鄞州区境内的东钱湖镇黄梅山下庄。墓道原长170米，现存150米，石像生尚存，为东钱湖周边保存较为完整的南宋墓道。2001年，墓道作为东钱湖石刻的一部分被列入全国重点文物保护单位。墓葬所在地建有南宋石刻公园。

## 历史
史渐为南宋丞相史浩的堂弟，入太学后回乡办学，共育有七子，其中五人为进士，其孙史嵩之亦成为南宋丞相，因而史渐身后累封太师齐国公。墓葬建于南宋绍熙五年（1195年）前后，太常博士叶适撰写墓志:79。明嘉靖三十七年（1558年），史氏后裔因赌博欠债将附近一旧墓穴售予包祯，包氏在此建墓，使得墓区环境遭到破坏。20世纪初，史渐墓仍有守墓后裔:18,19。
1958年，因农业生产修建水渠需要石材，史渐墓周边石栏及牌楼构件被拆毁。20世纪60年代兴起“农业学大寨”运动，石虎、石羊、石笋各被迁走一对，其中石笋遗失。此后因修建前往福泉山茶厂的道路，史渐墓道被截短20米:19。1983年第二次全国文物普查期间，包括史渐墓在内的墓葬被登记造册。2006年10月，以史渐墓为中心的南宋石刻公园开园。

## 形制
史渐墓位于东钱湖镇上水村黄梅山，该地三面环山，左右为青龙、白虎两山头，前有环湖公路和河流，隔河正对云南山。因有守墓后裔居住，该地也被称为“山下坟庄”，后称为“下庄”:19。墓道为南北向，全长170米，由平地上的三层平台和斜坡上的二层平台组成。平地三层平台分别长44、36、62米，第一层平台南端有墓道坊，第三层平台两端自南向北分别为牌坊、石笋、跪羊、蹲虎、立马、武将、文臣、石鼓、门堂。斜坡上第一层平台建有牌坊，第二层平台为坟丘。
墓葬建造年代在东钱湖墓道石刻中属于南宋晚期早段，墓前石刻较为精致，但体量较南宋中期（如史涓、史守之墓石像）偏小。石像生中的石羊长1.08米，高0.95米，体态较为丰满。石虎长0.9米，高1.2米，呈蹲伏状，形态较为温和。马长2.8米，高1.88米，头部刻有马衔和红缨。马鞍两侧有莲花缠枝纹装饰，周边为忍冬镶边。一对武将左老右少，高3.5米，肩宽1.17米，分别披有人字形和米字形铠甲。一对文臣亦为左老右少，高3.3米，肩宽0.96米，双手执笏，戴五梁进贤冠，身穿右襟朝服，着罗裙，有玉珠、如意璧等装饰:46-48。

## 保护与展示
1997年8月，史渐墓以“东钱湖石刻群”的名义列入浙江省文物保护单位:459，2001年升格为第五批全国重点文物保护单位。以坟丘、石像生为中心向外扩展5米的范围被纳入文物保护范围。2006年9月，以史渐墓道为中心的东钱湖南宋石刻公园向游客开放，公园收集周边散落的石像生140余件。

## 图片

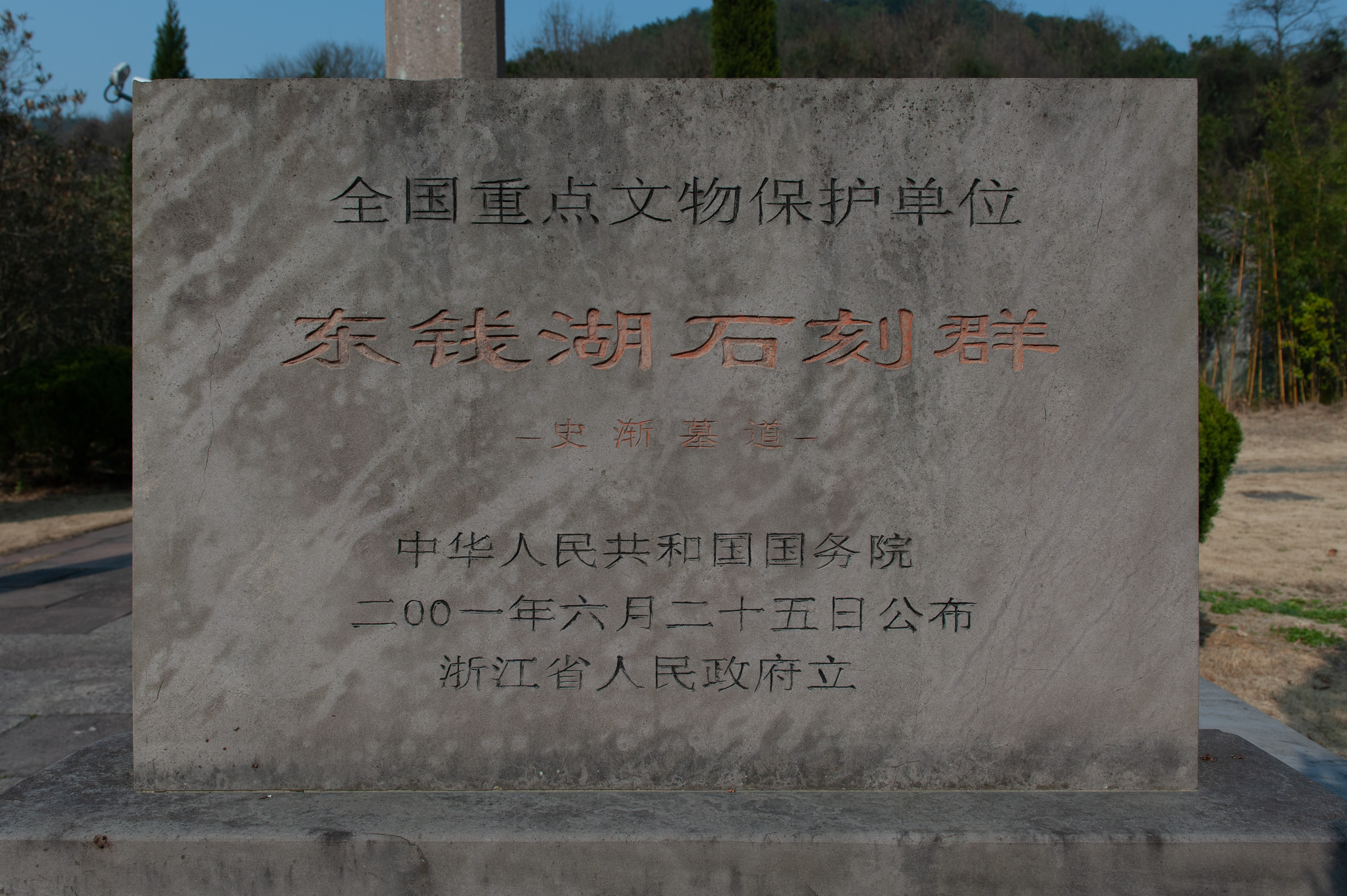
文物保护碑
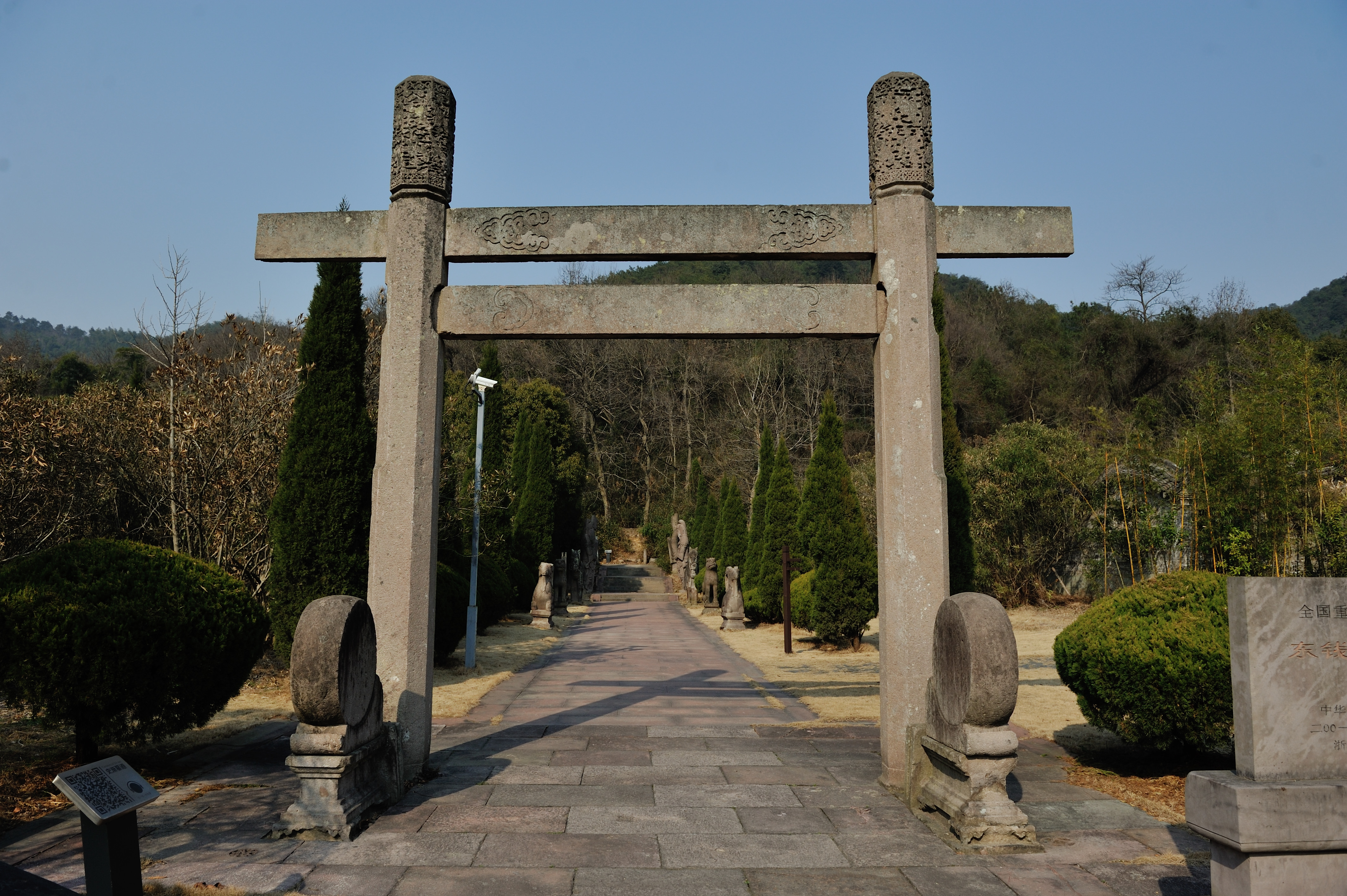
墓前坊，为横街迁来
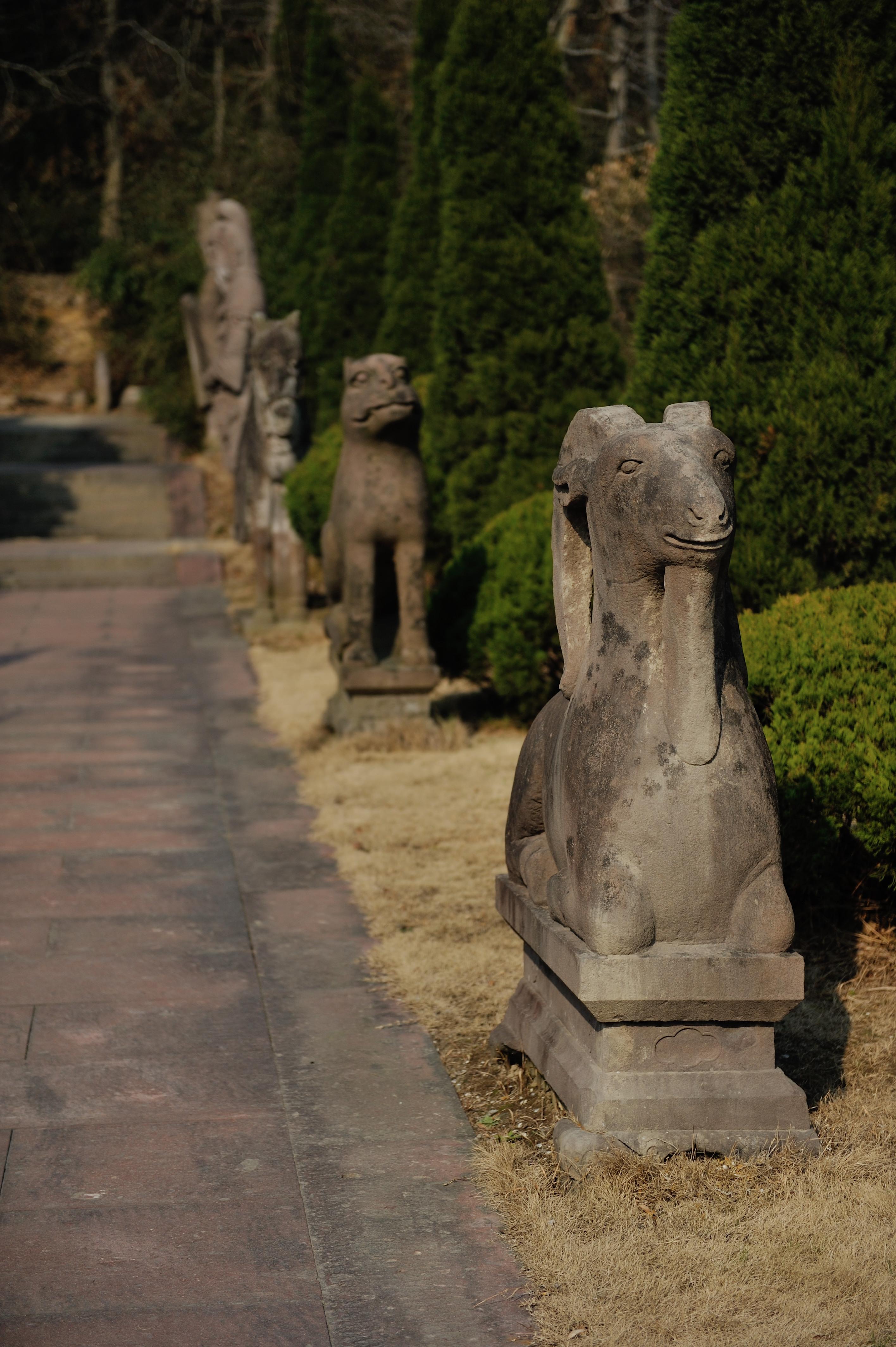
东侧石像生
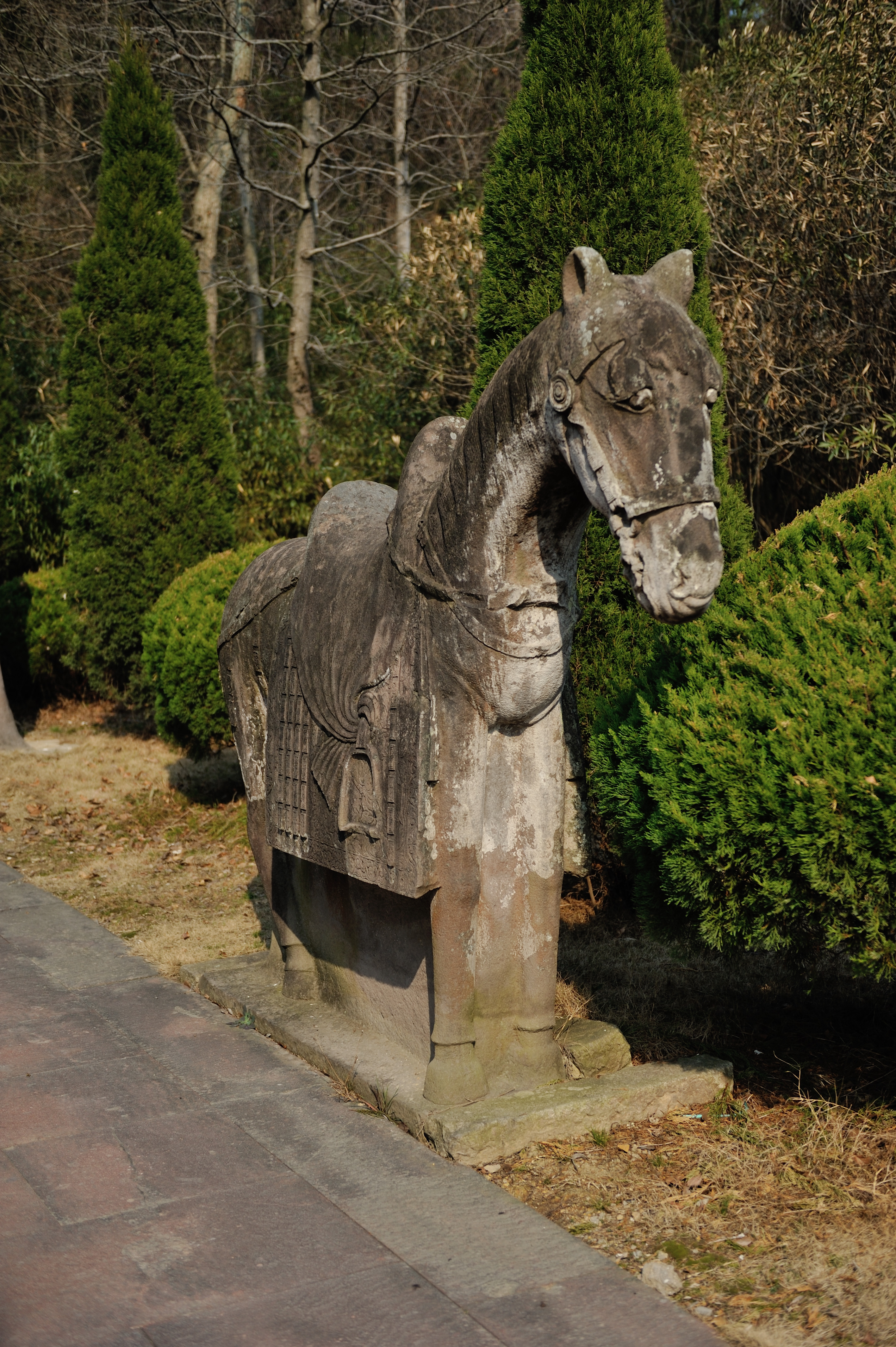
石马
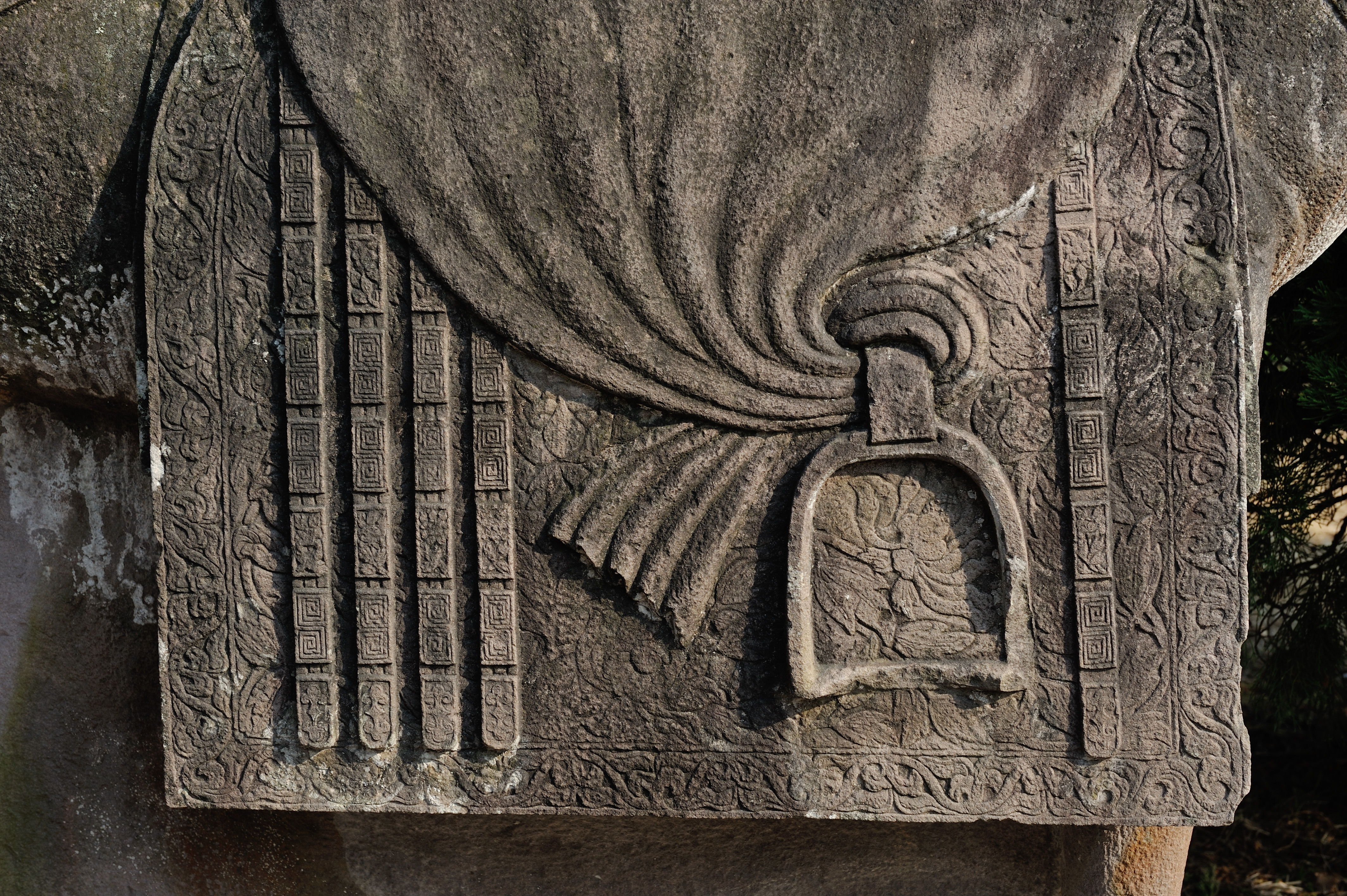
马鞍细节
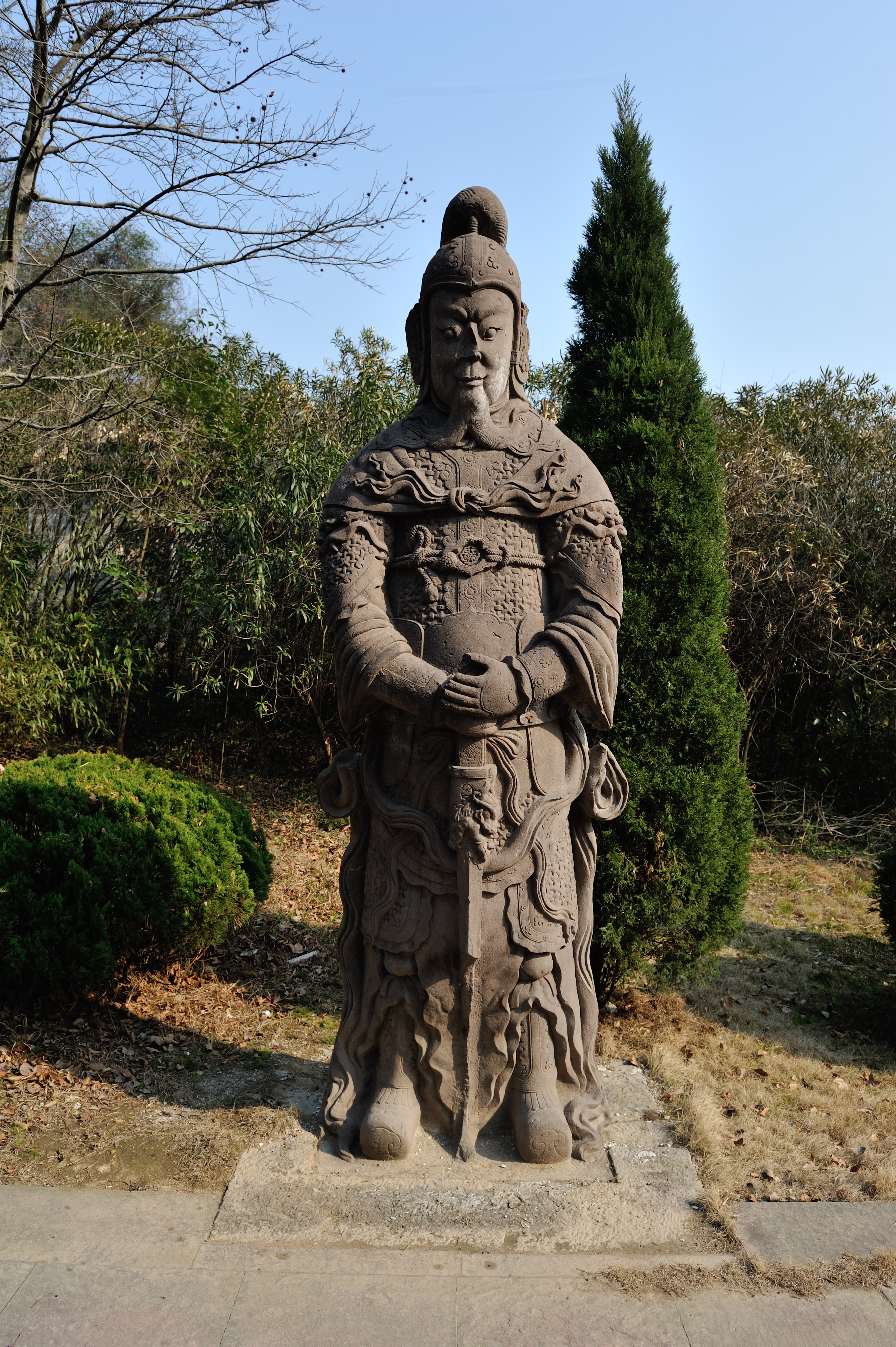
武将
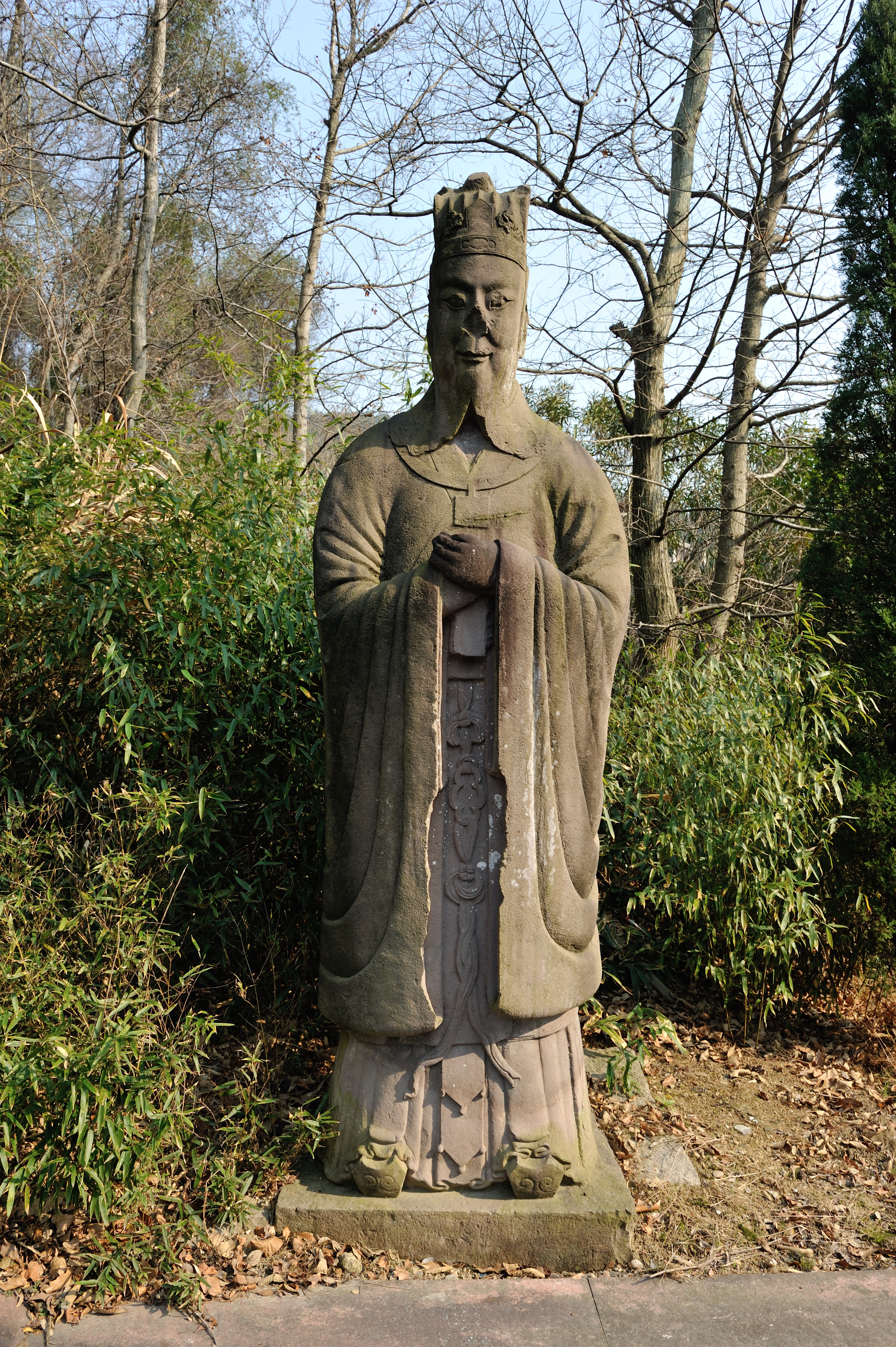
文臣
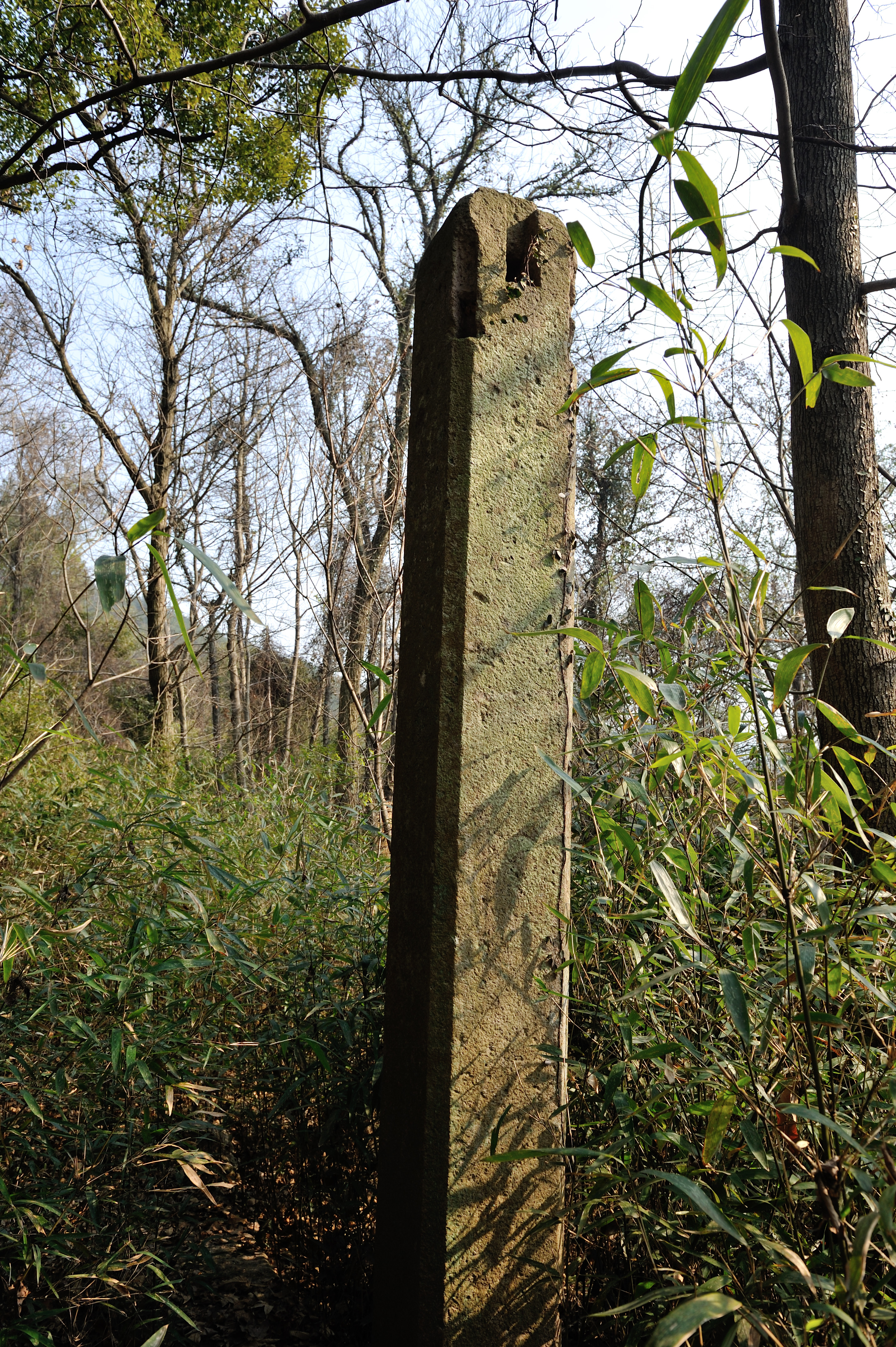
墓前坊残件